# La maravillosa galaxia de OZ
Aventuras en La Galaxia de OZ (スペースオズの冒険 Supesu Ozu no Bōken?) es una adaptación futurista de la historia de El maravilloso Mago de Oz como una serie de anime de televisión. La serie consta de 26 episodios. El argumento es paralelo al de la versión original, pero en este caso, se impone una trama de ciencia ficción y de cyberpunk. La versión estadounidense de la serie, fue gravemente truncada, con varios episodios sin emitir. La versión en Español, fue realizada en México.

## Trama
En el año 2060, Dorothy,una chica huérfana de ocho años de edad vive con sus tíos abuelos. Ella y su perro Toto son misteriosamente arrastrados fuera de su planeta en la Maravillosa Galaxia de Oz. Una malvada bruja, Glumilda, una vez gobernó la Galaxia a través del miedo y el terror, pero fue expulsada por el buen Dr. Oz. Ahora, Glumilda ha reunido un ejército en las afueras de la galaxia y se prepara para recuperar su imperio. Su ataque furtivo falla debido a la inesperada llegada de Dorothy.
Sin embargo, el Dr. Oz sabe que Glumilda volverá. Él tiene un plan que va a liberar la galaxia de la maldad de Glumilda para siempre. Cuenta la leyenda de tres cristales, el Cristal del Amor, el Cristal de la Sabiduría, y el Cristal del Valor. Estos cristales se esparcieron por toda la Galaxia y la pérdida de cientos de años atrás.
Según la leyenda, quien posea los tres cristales gobernar la galaxia de Oz por toda la Eternidad. Bajo la dirección del Dr. Oz, Dorothy y un surtido de "héroes" se dispuso a recorrer la galaxia en busca de los tres cristales mágicos.

## Episodios[5]
1. Dorothy llega a la galaxia de OZ
2. El sorprendente secreto del rey de OZ
3. Secreto del imperio de cristal
4. El héroe más cobarde del universo
5. La bella drumiente de Mangabu
6. Corazón de hojalata
7. Confía en mi!
8. Babby-Sitter Crisis
9. Promesa con el hombre de roca
10. Estrella sombría
11. Gran premio del planeta coche
12. El Santa Claus de Dorothy
13. Amantes de hojalata
14. Huida del planeta del pecado
15. Horrible cumpleaños
16. Misión: Salvar al planeta de agua
17. La guerra de las galaxias
18. Monstruo
19. Un parque de atracciones abarrotado
20. El planeta que padre y yo defendimos
21. La leyenda del capitán garo
22. Regreso al anhelado hogar
23. Film Star Glumilda
24. Reunión con el doctor OZ
25. El regreso de la bruja del oeste
26. El milagro del cristal del arco iris

## Música
- Opening: Minami Aoyama Shoujo Kagekidan - Yume no bōken he (夢の冒険へ)
- Ending: Yukari Morikawa - Hikari no Tabibito (光の旅人)